# San Lorenzo Acopilco

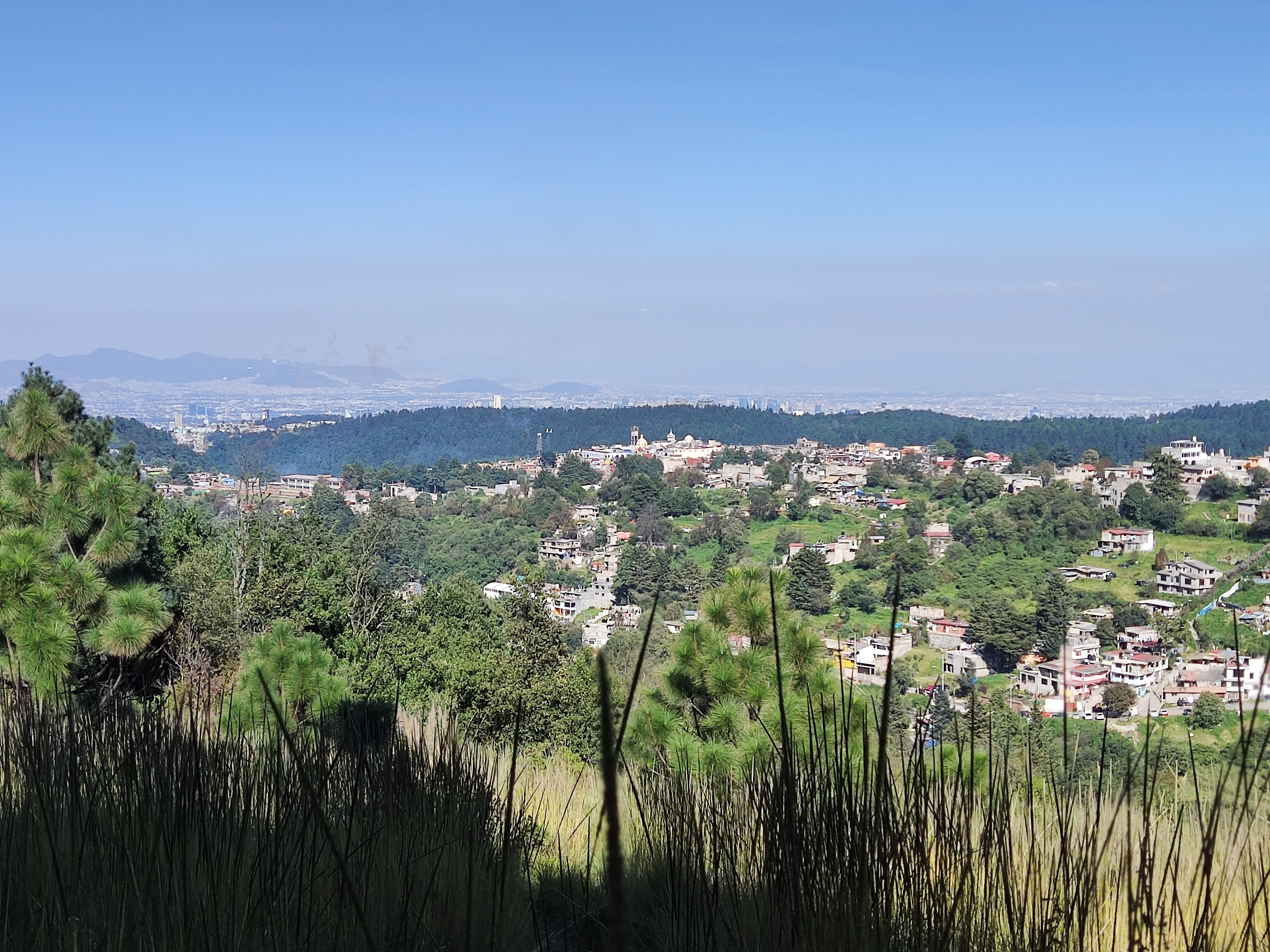
Pueblo de San Lorenzo Acopilco

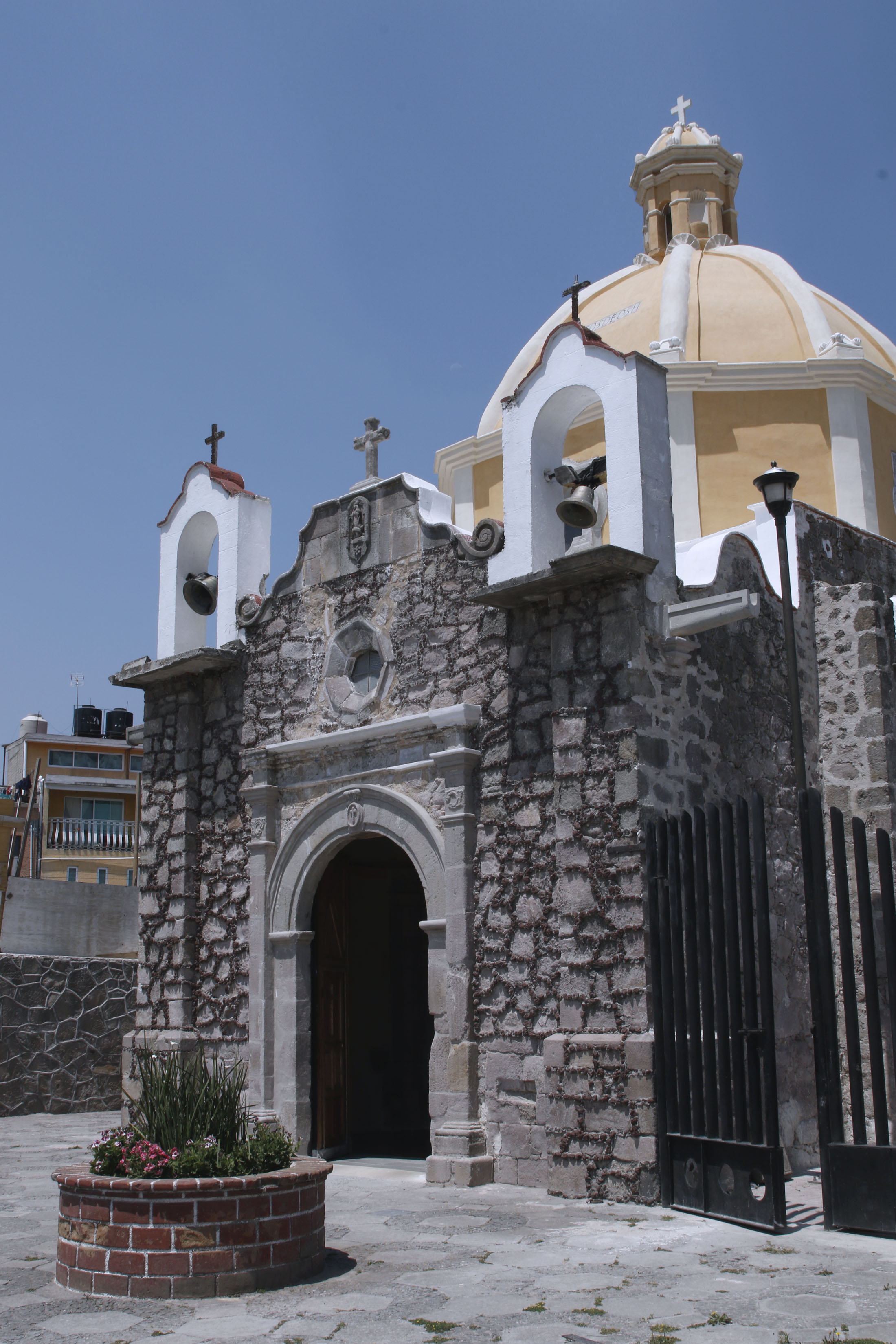
Capilla de San Lorenzo Acopilco

Acopilco (Cuajimalpa) o San Lorenzo Acopilco es un pueblo de la Ciudad de México (CDMX), ubicado en la alcaldía Cuajimalpa. Es la población de la CDMX ubicada a mayor altura, con 3,350 m s. n. m. Considerado uno de sus pueblos originarios, es de los pocos que aún tienen carácter de comunidad rural dotada de tierras y con 2,345 sujetos agrarios.

## Historia

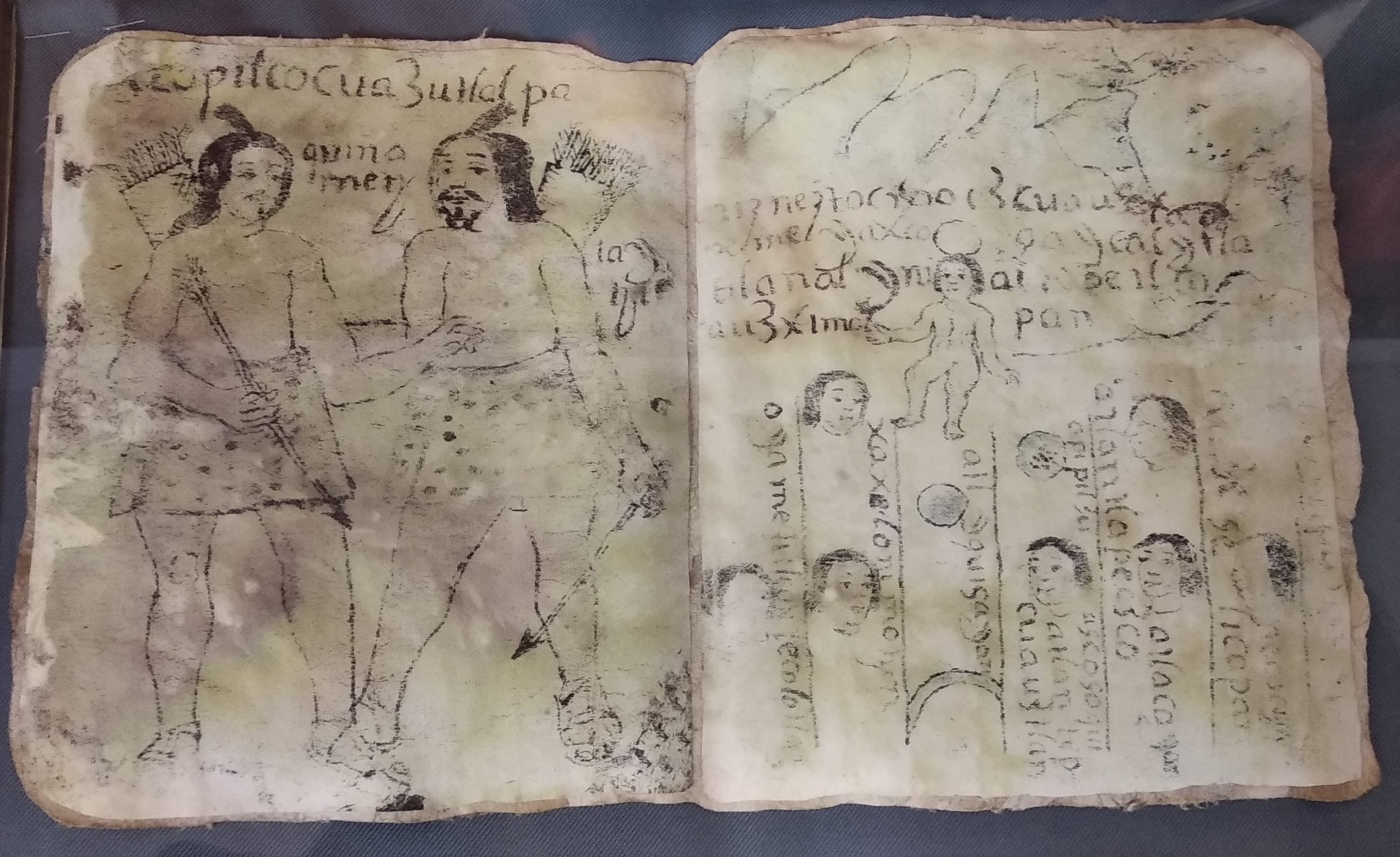
Lámina 4 y 5 del códice Techialoyan Cuauhximalpan. A la izquierda, Quinametzín y Tayatzín, posibles fundadores de Acopilco-Cuauhtlalpa.

### Capilla del Santísimo

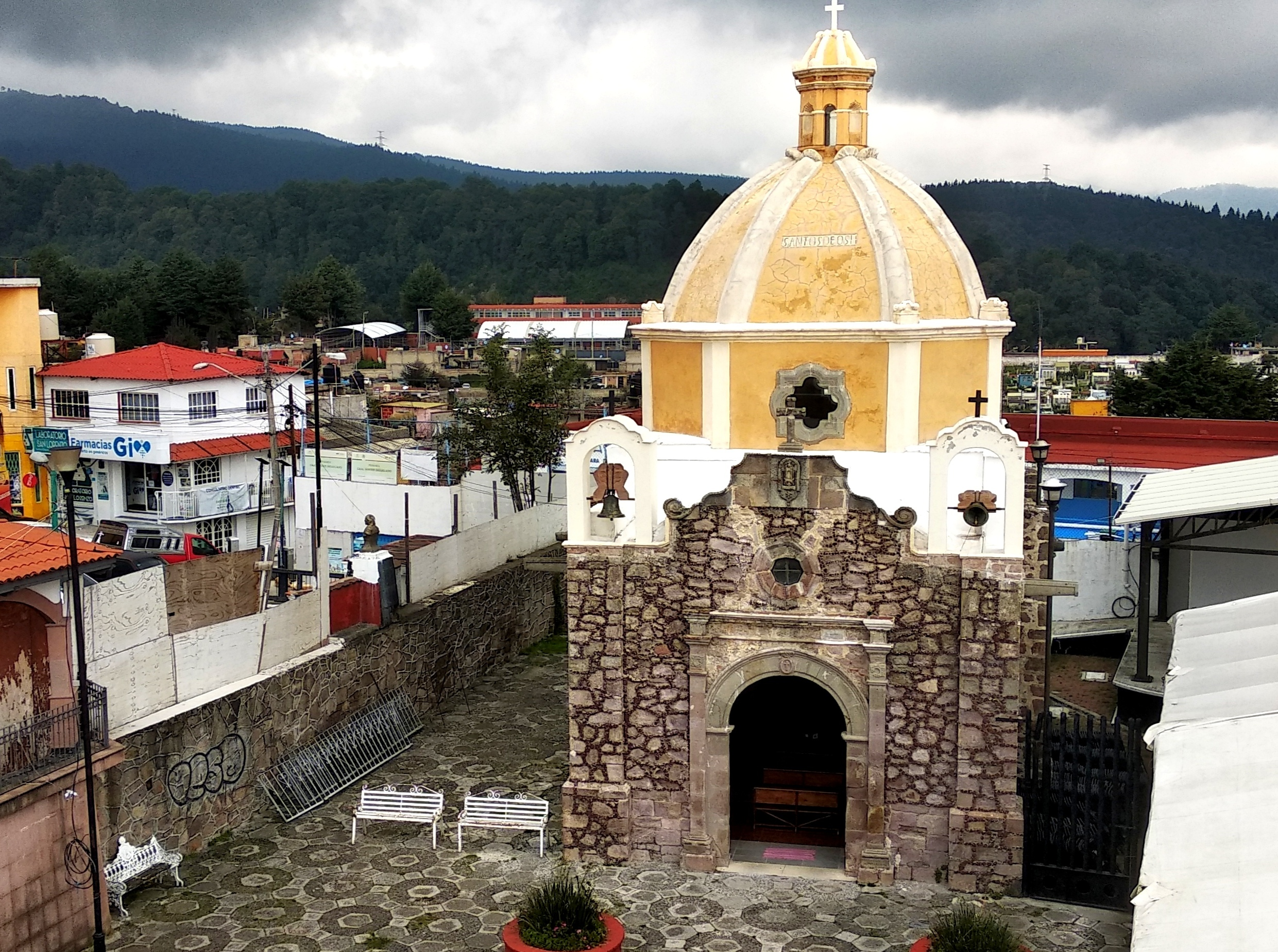
Capilla del Santísimo, San Lorenzo Acopilco.

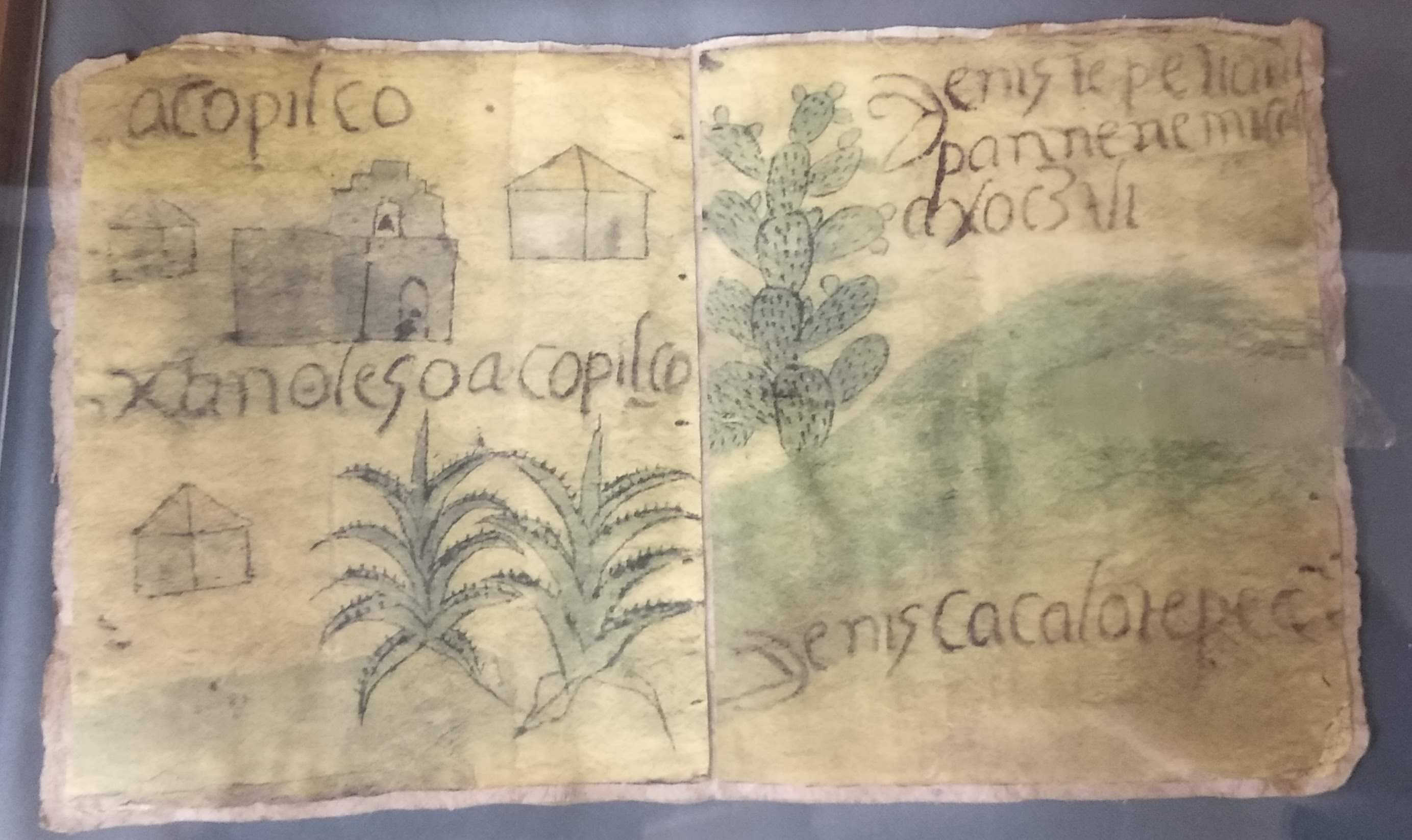
Lámina 26 y 27 del códice Techialoyan Cuauhximalpan. A la izquierda, la capilla del pueblo de San Lorenzo Acopilco.

### Parroquia de San Lorenzo Diácono y Mártir

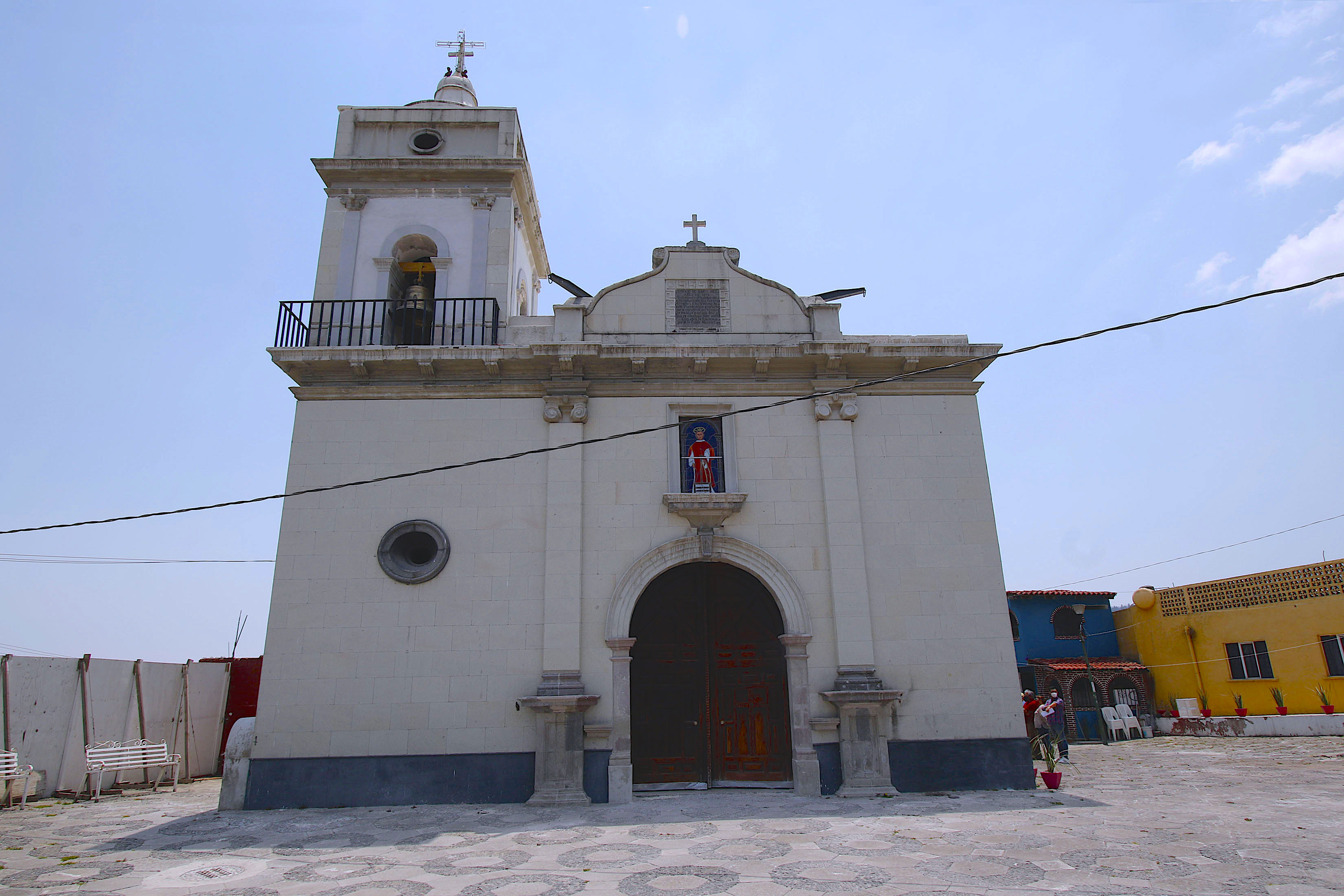
Parroquia de San Lorenzo Acopilco.

### Reloj de San Lorenzo Acopilco

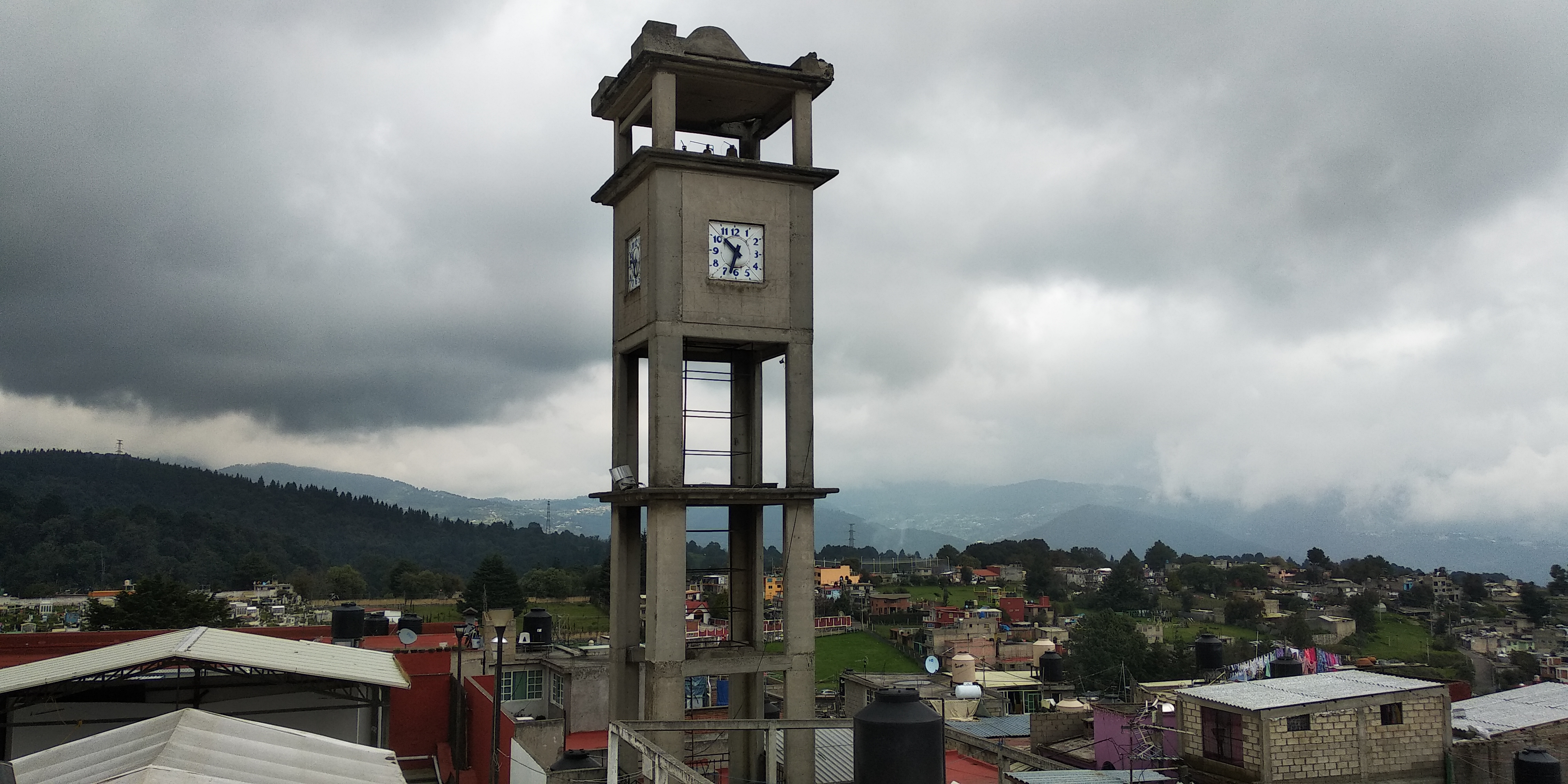
Torre del Reloj de San Lorenzo Acopilco.

### Cerro San Miguel

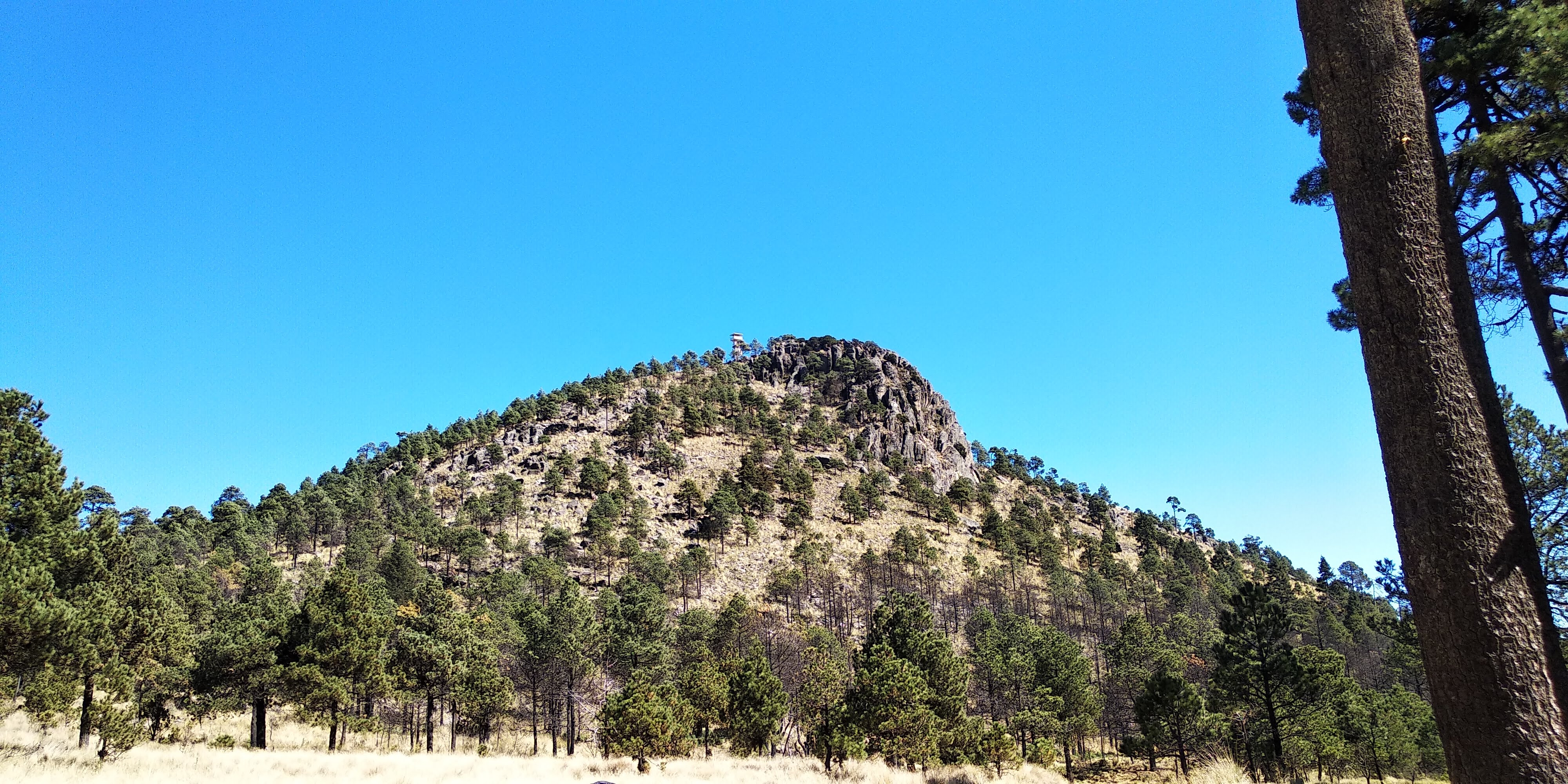
Cima del Cerro San Miguel.